# Haupttruppführer
Haupttruppführer (Nederlands: Hoofdtroepleider) was een door de Nationaalsocialistische Duitse Arbeiderspartij ingestelde paramilitaire rang die bestond tussen 1930 en 1945. De rang van Haupttruppführer werd hoofdzakelijk gebruikt in de Sturmabteilung (SA), maar werd ook in de beginjaren van de Schutzstaffel (SS) gebruikt.
Als een SA-rang werd de Haupttruppführer gecreëerd uit de veel oudere vrijkorpsrang van een Truppführer. Haupttruppführer werd beschouwd als de hoogste onderofficiersrang voor de vrijwilligers in de SA, maar lager als die van de eerste officiersrang van een Sturmführer. Een Haupttruppführer was de hoogste onderofficier van het SA-regiment (Standarten), en was het equivalent van een sergeant-majoor.
Tussen 1930 en 1934 werd de rang ook in de SS gebruikt, meestal gehouden door de hoogste onderofficieren. In 1934 werd de rang van Haupttruppführer als SS-rang afgeschaft en hernoemd in SS-Sturmscharführer.
Het originele insigne voor een Haupttruppführer waren twee zilveren vierkant gepositioneerd op de kraag als rechtopstaande ruiten, met een zilveren streep gecentreerd op een zwarte kraagspiegel. Na 1932 werd dit door de uitbreiding van het SA- en SS-rangensysteem gewijzigd door de toevoeging van een tweede zilveren streep.
Sommige nazi-rapporten uit de beginjaren verwijzen ook naar de rang als Trupphauptführer.